# Џорџ (језеро у држави Њујорк)
Џорџ (енгл. Lake George) је језеро у Сједињеним Америчким Државама. Налази се на територији америчке савезне државе Њујорк. Површина језера износи 117 km².